# Beta Centauri
Pour les articles homonymes, voir Hadar et Agena.
Ne doit pas être confondu avec b Centauri (= HR 5471), ni avec B Centauri (= HR 4546).
Désignations
Beta Centauri (β Centauri / β Cen, Bêta du Centaure), également connue sous les noms de Hadar et Agena, est la seconde étoile la plus brillante de la constellation du Centaure, et la dixième plus brillante du ciel nocturne. D'après la mesure de sa parallaxe annuelle par le satellite Hipparcos, elle est située à environ 390 années-lumière du système solaire. Hadar est le nom retenu officiellement par l'Union Astronomique Internationale le 21 août 2017.

## Propriétés
Beta Centauri est en réalité un système d'étoiles triple. Une première paire d'étoiles, désignées Beta Centauri Aa et Ab, forme un système binaire spectroscopique à raies doubles. Ce sont deux étoiles similaires qui sont des géantes bleues de type spectral B1III et qui sont également deux variables de type β Cephei. La troisième étoile, désignée Beta Centauri B, est une étoile de magnitude 3,95 dont la séparation avec Beta Centauri A a décru depuis sa découverte, passant de 1,1 seconde d'arc en 1935 à 0,3 seconde d'arc en 2018,.